# Dan Tolkovsky
Dan Tolkovsky, né le 17 janvier 1921 à Tel Aviv, a été le commandant de l'armée de l'air israélienne de mai 1953 à juillet 1958.

## Biographie
Tolkovsky est entré dans l'armée en 1943, lorsque la Royal Air Force eut une unité juive de la Palestine pour former une école de pilotage en Rhodésie. Tolkovsky a été le premier dans son groupe à terminer le cours, et fut ensuite de pilote de chasse et, plus tard, pilote d'avions de reconnaissance en Grèce pendant la Deuxième Guerre mondiale.
En raison de son expérience de l'air, Tolkovsky est devenu l'un des membres fondateurs de la force aérienne israélienne. Il a d'abord rejoint Sherut Ritonavir, l'éphémère ancêtre de la IAF, où il a aidé dans la passation des avions militaires modernes de la Tchécoslovaquie. Plus tard, il a servi comme commandant de l'IAF.